# 石原満
石原 満（いしはら みつる、1969年3月20日 - ）は、日本の男性アニメーター、キャラクターデザイナー。
大阪芸術大学芸術学部を卒業後、アニメーション制作会社の葦プロダクション（現在のプロダクション リード）に入社。葦プロ退社後はXEBECに移籍し、同社所属のアニメーターとして活動。
2019年のXEBEC解散後は、同社の映像制作事業を引き継いだSUNRISE BEYONDや、XEBECと同じIGポート系列のシグナル・エムディ作品などに参加している。

## 参加作品

### テレビアニメ
1991年
- 魔法のプリンセス ミンキーモモ（第2作）（動画・原画）

1996年
- 爆走兄弟レッツ&ゴー!!（作画監督）

1997年
- 爆走兄弟レッツ&ゴー!!WGP（作画監督）
- VIRUS ‐VIRUS BUSTER SERGE‐（原画 #5）

1998年
- 爆走兄弟レッツ&ゴー!!MAX（キャラクターデザイン・作画監督・絵コンテ#41）
- 超速スピナー（キャラクターデザイン・作画監督）
- 快傑蒸気探偵団 TV ANIMATION SERIES（OP作画・本編原画#5）

1999年
- 地球防衛企業ダイ・ガード（キャラクターデザイン・作画監督）
- ゾイド -ZOIDS-（総作画監督・原画）

2000年
- HAND MAID メイ（原画）

2001年
- ゾイド新世紀スラッシュゼロ（作画監督）

2002年
- テニスの王子様（OP2原画）
- ロックマンエグゼ（キャラクターデザイン・作画監督）

2003年
- ロックマンエグゼAXESS（キャラクターデザイン・作画監督）

2004年
- ロックマンエグゼStream（キャラクターデザイン・作画監督）
- ディノブレイカー（キャラクターデザイン・作画監督）
- ゾイドフューザーズ（原画）

2005年
- ロックマンエグゼBEAST（キャラクターデザイン・作画監督・絵コンテ）
- 魔法先生ネギま！（OP原画）
- SHUFFLE!（OP原画）

2006年
- ザ・サード 〜蒼い瞳の少女〜（作画監督・原画）

2007年
- Over Drive（OP原画）
- 武装錬金（原画）

2008年
- 天元突破グレンラガン（作画監督・アイキャッチ）
- Mnemosyne-ムネモシュネの娘たち-（キャラクターデザイン・作画監督）
- 喰霊-零-（作画監督補佐、原画）

2009年
- ルパン三世VS名探偵コナン（原画）
- アスラクライン（原画）
- 戦場のヴァルキュリア（OP2原画）
- PandoraHearts（原画）

2010年
- 世紀末オカルト学院（作画監督・原画）
- それでも町は廻っている（OP原画）

2011年
- フラクタル（原画）

2012年
- BRAVE10（OP原画）
- 輪廻のラグランジェ（キャラクター作監補佐・OP原画）
- ソードアート・オンライン（原画）

2013年
- 宇宙戦艦ヤマト2199（メカ作画監督・レイアウト監修・原画）
- ガリレイドンナ（原画）

2014年
- 東京ESP（サブキャラクターデザイン・作画監督・原画）

2015年
- 蒼穹のファフナー EXODUS（キャラクター作画監督・原画）
- 攻殻機動隊 ARISE ALTERNATIVE ARCHITECTURE（作画監督）
- To LOVEる -とらぶる- ダークネス 2nd（作画監督・原画）

2016年
- 競女!!!!!!!!（作画監督）

2017年
- カードファイト!! ヴァンガードG NEXT（作画監督）
- ロクでなし魔術講師と禁忌教典（OP原画）
- トミカハイパーレスキュー ドライブヘッド 機動救急警察（作画監督補佐・原画・OP原画）
- クロックワーク・プラネット（作画監督補佐）
- Re:CREATORS（原画）

2018年
- アイドリッシュセブン（原画）
- フルメタル・パニック！ Invisible Victory（キャラクター作画監督・キャラクター作画監督補佐・OP原画）
- ドラえもん（原画）
- フューチャーカード 神バディファイト（OP原画）

2019年
- なむあみだ仏っ!-蓮台 UTENA-（作画監督）

2020年
- 波よ聞いてくれ（作画監督）
- キングスレイド 意志を継ぐものたち（作画監督）

2021年
- 境界戦機（キャラクター作画監督）

### OVA
1995年
- アイドルプロジェクト（OP原画）

1997年
- 魔法騎士レイアース（作画監督補佐）

1998年
- 真ゲッターロボ 世界最後の日（原画）

2000年
- KIRARA（作画監督）

2012年
- ダンタリアンの書架（作画監督・原画）

### 劇場アニメ
2001年
- サクラ大戦 活動写真（作画監督）
- 劇場版 とっとこハム太郎 ハムハムランド大冒険（原画）

2004年
- スチームボーイ（原画）

2005年
- 劇場版 鋼の錬金術師 シャンバラを征く者（原画）

2008年
- 劇場版MAJOR メジャー 友情の一球（作画監督・原画）

2010年
- 蒼穹のファフナー HEAVEN AND EARTH（原画）

2011年
- 劇場版 魔法先生ネギま! ANIME FINAL（原画）

2012年
- 劇場版 FAIRY TAIL 鳳凰の巫女（原画）

2014年
- 宇宙戦艦ヤマト2199 星巡る方舟（作画監督）

2019年
- バースデー・ワンダーランド（原画）